# Corticifraga fuckelii
Corticifraga fuckelii är en lavart som först beskrevs av Rehm, och fick sitt nu gällande namn av David Leslie Hawksworth och Rolf Santesson. Corticifraga fuckelii ingår i släktet Phragmonaevia, klassen Lecanoromycetes, divisionen sporsäcksvampar och riket svampar. Arten är reproducerande i Sverige.